# Petkavitjy
Petkavitjy (belarusiska: Петкавічы) är en agropolis i Belarus. Den ligger i voblasten Minsks voblast, i den centrala delen av landet, 30 km sydväst om huvudstaden Minsk. Petkavitjy ligger 193 meter över havet och antalet invånare är 486.

## Natur och klimat
Terrängen runt Petkavitjy är platt. Närmaste större samhälle är Dziarzjynsk, 4,6 km väster om Petkavitjy.
Trakten runt Petkavitjy består till största delen av jordbruksmark. Runt Petkavitjy är det ganska tätbefolkat, med 52 invånare per kvadratkilometer.